# Sant Quirze de Glorieta
Sant Quirze de Glorieta és l'església del poble de Glorieta de Montesclado, en el terme municipal de Farrera, a la comarca del Pallars Sobirà. Està situada a l'extrem sud-oriental del seu nucli de població. Poc documentada al llarg de la història, se sap que el segle xv estava integrada en l'Oficialat de Tírvia, com a església depenent de la de Montesclado. No sembla quedar cap element de l'església romànica original.
Petita església de base rectangular sense absis, adossada al pendent d'una verda vessant, una mica apartada del llogaret de Glorieta de Montesclado. La capçalera està orientada a Sud-oest. La porta d'accés es troba a la façana de migdia, i conserva una llinda de fusta. A la façana de ponent s'hi troba un ull de bou i un campanar d'espadanya d'un sol ull a sobre. Es noten restes d'afegits en el mur de sol ixent i en el de ponent, que juntament amb la forma de la porta i de la planta de l'edifici, fa pensar que l'actual temple continua un altre d'anterior, d'època preromànica, refet diverses vegades. La coberta a dues aigües està realitzada amb llicorella.